# فروتشن باسي
فروتشن باسي (بالإنجليزية: Fortune Bassey) هو لاعب كرة قدم نيجيري في مركز الهجوم، ولد في 6 أكتوبر 1998 في مدينة بنين في نيجيريا.

## وصلات خارجية
- فروتشن باسي على موقع قاعدة بيانات كرة القدم.إي يو (الإنجليزية)
- فروتشن باسي على موقع Soccerway.com (الإنجليزية)

{{شريط تصفح تشكيلة فريق كرة قدم
|الاسم=
|اسم الفريق= فيكتوريا بلزن
|القائمة=
- 2 Lukáš Hejda [الإنجليزية]‏
- 3 ماركوفيتش
- 5 Karel Spáčil [الإنجليزية]‏
- 6 Lukáš Červ [الإنجليزية]‏
- 7 كابونغو
- 9 Denis Višinský [الإنجليزية]‏
- 10 كوبيك
- 11 فيدرا
- 13 Marián Tvrdoň [الإنجليزية]‏
- 14 دوسكي

{{لاعب تشكيلة فريق كرة قدم|الرقم=15|الاسم=Šilhavý
- 17 Rafiu Durosinmi [الإنجليزية]‏
- 18 Tomáš Ladra [الإنجليزية]‏
- 19 سواري
- 20 Jiří Panoš [الإنجليزية]‏
- 21 Václav Jemelka [الإنجليزية]‏

{{لاعب تشكيلة فريق كرة قدم|الرقم=22|الاسم=Paluska
- 23 Martin Jedlička [الإنجليزية]‏
- 24 هافيل
- 29 Slončík
- 31 Pavel Šulc [الإنجليزية]‏
- 32 Matěj Valenta [الإنجليزية]‏
- 40 Sampson Dweh [الإنجليزية]‏
- 44 Florian Wiegele [الإنجليزية]‏
- 80 Prince Kwabena Adu [الإنجليزية]‏
- 85 Adrian Zeljković [الإنجليزية]‏
- 99 Amar Memić [الإنجليزية]‏
- مدرب: كوبيك